# Đường cao tốc Cam Lộ – La Sơn
Đường cao tốc Cam Lộ – La Sơn (ký hiệu toàn tuyến là CT.01 và CT.02) là một đoạn đường cao tốc thuộc hệ thống đường cao tốc Bắc – Nam phía Đông và đường cao tốc Bắc – Nam phía Tây qua địa phận tỉnh Quảng Trị và thành phố Huế.

## Thiết kế
Tuyến đường có chiều dài 98,35 km, trong đó đoạn đi qua Quảng Trị dài 37,35 km và đoạn đi qua Huế dài 61 km, điểm đầu giao với Quốc lộ 9 tại xã Hiếu Giang, Quảng Trị, tiếp nối với đường cao tốc Vạn Ninh – Cam Lộ và điểm cuối là nút giao La Sơn, kết nối với đường cao tốc La Sơn – Túy Loan và đường tỉnh 14B tại xã Hưng Lộc, thành phố Huế. Giai đoạn đầu, tuyến cao tốc này có quy mô 2 làn xe, bề rộng nền đường là 12 m, riêng các đoạn vượt xe có quy mô 4 làn xe, bề rộng nền đường 23 m, thiết kế với vận tốc 80 km/h. Giai đoạn 2, tuyến cao tốc có quy mô 4 làn xe, 2 làn dừng khẩn cấp. Quy mô giai đoạn hoàn chỉnh sẽ có bề rộng nền 32,25m, toàn tuyến quy mô 6 làn xe, 2 làn dừng khẩn cấp, vận tốc thiết kế dự kiến từ 80 – 100 km/h.

## Xây dựng
Tuyến đường có tổng mức đầu tư là 7.699 tỷ đồng, được khởi công vào tháng 9 năm 2019 và chính thức khánh thành, đưa vào khai thác vào ngày 31 tháng 12 năm 2022.

## Hiện trạng
Theo Cục Đường bộ cho biết tuyến đường này cùng với tuyến cao tốc La Sơn – Túy Loan được mô tả là một "cao tốc chưa hoàn chỉnh", do đường hẹp và không có dải phân cách, thiết kế các đoạn hết vượt xe về hai làn xe ban đầu cho là bất cập. Khoảng cách ngắn của các đoạn hết vượt xe và việc nhiều xe thường đi với tốc độ chậm hơn, đặc biệt là xe tải, góp phần gây ra ức chế dẫn đến việc lấn sang làn ngược chiều và vượt xe bất chấp ở những đoạn cấm vượt và vượt ẩu ở đoạn hết vượt. Những tình trạng trên được cho là đã gây ra nhiều vụ tai nạn nghiêm trọng ở đường này.  Sau nhiều vụ tai nạn nghiêm trọng xảy ra đầu năm 2024, kể từ 4 tháng 4, tất cả các xe buýt trên 30 chỗ và xe tải trên 30 tấn (kể cả xe đầu kéo và container) bị cấm lưu thông vào cao tốc này, những phương tiện này thay vào đó sẽ chuyển sang lưu thông trên Quốc lộ 1.

## Lưu thông
- Cấm xe máy, xe thô sơ, người đi bộ đi vào đường cao tốc.
- Cấm xe tải trên 30 tấn, xe buýt trên 30 chỗ ngồi, xe giường nằm (Tạm thời)
- Đối với xe ô tô và các loại xe tương tự ô tô: Tốc độ tối đa của phương tiện là 80 km/h, tối thiểu là 60 km/h, một số đoạn địa hình khó khăn tốc độ tối đa 60 km/h.

## Chi tiết tuyến đường

Bảng thông tin tốc độ cao tốc

Biển bắt đầu vùng cho phép vượt - dùng cho cao tốc Cam Lộ - La Sơn giai đoạn 1

### Làn xe
- 2 làn xe và 2 làn dừng khẩn cấp; một số đoạn vượt xe và nút giao thiết kế 4 làn xe và 2 làn dừng khẩn cấp

### Chiều dài
- Toàn tuyến: 98,35 km

### Tốc độ giới hạn
- Tối đa: 80 km/h, Tối thiểu: 60 km/h; một số đoạn địa hình khó khăn tốc độ tối đa 60 km/h

## Lộ trình chi tiết
- IC - Nút giao, JCT - Điểm lên xuống, SA - Khu vực dịch vụ (Trạm dừng nghỉ), TN - Hầm đường bộ, TG - Trạm thu phí, BR - Cầu
- Đơn vị đo khoảng cách là km.

| Số                                                    | Tên                                                   | Khoảng cách từ đầu tuyến                              | Kết nối                                               | Ghi chú                                               | Vị trí                                                | Vị trí                                                |
| Kết nối trực tiếp với Đường cao tốc Vạn Ninh – Cam Lộ | Kết nối trực tiếp với Đường cao tốc Vạn Ninh – Cam Lộ | Kết nối trực tiếp với Đường cao tốc Vạn Ninh – Cam Lộ | Kết nối trực tiếp với Đường cao tốc Vạn Ninh – Cam Lộ | Kết nối trực tiếp với Đường cao tốc Vạn Ninh – Cam Lộ | Kết nối trực tiếp với Đường cao tốc Vạn Ninh – Cam Lộ | Kết nối trực tiếp với Đường cao tốc Vạn Ninh – Cam Lộ |
| ----------------------------------------------------- | ----------------------------------------------------- | ----------------------------------------------------- | ----------------------------------------------------- | ----------------------------------------------------- | ----------------------------------------------------- | ----------------------------------------------------- |
| 1                                                     | IC Cam Lộ                                             | 0.0                                                   | Quốc lộ 9 (cũ)                                        | Đầu tuyến đường cao tốc                               | Quảng Trị                                             | Hiếu Giang                                            |
| 2                                                     | IC CT.19                                              | -                                                     | Đường cao tốc Cam Lộ – Lao Bảo                        | Chưa thi công                                         | Quảng Trị                                             | Ái Tử                                                 |
| TG                                                    | Trạm thu phí Cam Lộ                                   |                                                       |                                                       | Chưa thi công                                         | Quảng Trị                                             | Triệu Phong                                           |
| BR                                                    | Cầu Thạch Hãn                                         | ↓                                                     |                                                       | Vượt sông Thạch Hãn                                   | Quảng Trị                                             | Ranh giới Triệu Phong – Quảng Trị                     |
| 3                                                     | IC Quốc lộ 15D                                        | 30.1                                                  | Quốc lộ 15D                                           |                                                       | Quảng Trị                                             | Diên Sanh                                             |
| BR                                                    | Cầu Thác Ma                                           | ↓                                                     |                                                       | Vượt sông Thác Ma                                     | Quảng Trị                                             | Nam Hải Lăng                                          |
| BR                                                    | Cầu Ô Lâu                                             | ↓                                                     |                                                       | Vượt sông Ô Lâu                                       | Huế                                                   | Phong Điền                                            |
| 4                                                     | IC Đường tỉnh 9B                                      | 49.3                                                  | Đường tỉnh 9B                                         |                                                       | Huế                                                   | Phong Thái                                            |
| BR                                                    | Cầu sông Bồ                                           | ↓                                                     |                                                       | Vượt sông Bồ                                          | Huế                                                   | Ranh giới Phong Thái – Hương Trà                      |
| SA                                                    | Trạm dừng nghỉ                                        | 64.2                                                  |                                                       | Hướng Nam – Bắc Đang thi công                         | Huế                                                   | Kim Trà                                               |
| 5                                                     | IC Bắc Tránh Huế                                      | 69.5                                                  | Quốc lộ 1 (Đường tránh Huế) Quốc lộ 49                |                                                       | Huế                                                   | Kim Long                                              |
| BR                                                    | Cầu Tuần 2                                            | ↓                                                     |                                                       | Vượt sông Hương                                       | Huế                                                   | Ranh giới Kim Long – Thủy Xuân                        |
| SA                                                    | Trạm dừng nghỉ                                        | 77.8                                                  |                                                       | Hướng Bắc – Nam Đang thi công                         | Huế                                                   | Thanh Thủy                                            |
| 6                                                     | IC La Sơn                                             | 98.4                                                  | Đường tỉnh 14B                                        | Cuối tuyến đường cao tốc                              | Huế                                                   | Hưng Lộc                                              |
| Kết nối trực tiếp với Đường cao tốc La Sơn – Túy Loan |                                                       |                                                       |                                                       |                                                       |                                                       |                                                       |
| 1.000 mi = 1.609 km; 1.000 km = 0.621 mi              |                                                       |                                                       |                                                       |                                                       |                                                       |                                                       |